# OMORI
『OMORI』（オモリ、omori）は、アメリカのインディーゲームスタジオであるOMOCATが開発・発売したコンピュータRPG。2020年12月25日にMicrosoft WindowsとmacOS向けに発売され、その後の2022年にコンソールへと移植された。プレイヤーは引きこもりの少年である2人の主人公を操作し、夢と現実の世界を行き来して様々な場所を冒険しながら、主人公の抱えるトラウマと隠された真実に向き合っていく。本作は「死」や「うつ病」といったテーマ、サイコロジカルホラーの要素が含まれており、豊富なボリュームと独自のアートワーク、キャラクターの感情によってステータスが変化するターンベース制のバトルも特徴である。ゲーム中の行動によってストーリーやエンディングが異なるマルチシナリオ・マルチエンディングにもなっている。
アーティストのOMOCATがディレクターとして、チームと共に開発を行った。原作はOMOCATが2011年に掲載したウェブコミック『omori ひきこもり』。2014年にKickstarterのクラウドファンディングを実施・成功させ、英語圏に加え日本国内でも注目を集めた。しかしその後の開発で多くの困難や予期せぬ事態に直面し、発売は何度も延期され、6年半以上の歳月をかけて完成された。影響を受けた作品は『MOTHERシリーズ』や『ゆめにっき』などを挙げており、他にも日本のアニメーションとポップカルチャーから多大な影響を受けている。本作はレビュアーからグラフィック、ストーリー性、サウンドトラック、不安や鬱の描写などが評価され、2021年にはDreamHackの「Daringly Dramatic」部門を受賞した。2022年12月末までには本作の販売本数が100万本を突破している。

## 内容
プレイヤーは引きこもりの少年である2人の主人公、オモリとサニーを操作し、その友人と共に夢と現実の世界を行き来して様々な場所を冒険する。そして出会った人々との交流や敵との戦闘を繰り広げる中で、過去や現在が明かされていき、主人公の抱えるトラウマを共有しながら、隠された記憶や真実に向き合っていく物語となる。物語の8割ほどは主人公が夜ごとに見る夢の世界で展開され、夢での出来事は支離滅裂かつ想像力の暴走としか見えない場面が多い。ただし、本作は要所ごとに主人公が夢の世界から目覚め、現実世界で夢の世界の補完がなされていき、終盤部であらゆる要素を結びつける構成となっている。ユニークなストーリーには日本のアニメや漫画、ゲームのエッセンスが取り入れられつつ、展開は人間の暗部に踏み込むものになっている。本作はマルチシナリオ・マルチエンディングが採用され、ゲーム中の行動によって5種類の異なるエンディングに到達する。
OMOCATは「ボリュームがある作品」と語っており、グラフィック、音楽、シーンといったコンテンツの量はインディーゲームとしては異様なほど豊富である。追加ルートやサイドクエストを考慮しなければ、メインルートのゲームプレイ時間だけでも約20時間が想定されている。冒険の舞台となる2つの世界には8つ以上のダンジョンが存在し、60人以上のノンプレイヤーキャラクターが登場する。ドット絵がベースの作品だが、細やかなピクセルアートと鉛筆画タッチの手描きイラストが調和したビジュアルとなっており、敵を含めた登場キャラクターや背景ビジュアルは手描きのアニメーションで描かれている。またグラフィックは、OMOCATのアートスタイルがベースになっている点も特徴である。一つ一つの質が高く作り込みが感じられ、カラフルかつポップながらも、どこか影を感じさせる独自のアートワークとなっている。
本作には可愛らしいビジュアルと裏腹に、「死」や「うつ病」といったテーマ、ホラー演出とサイコロジカルホラーの要素が含まれており、ゲーム開始直後に該当テーマに関する注意文が表示される。その作風から「サイコロジカルホラーRPG」、また主人公の背景を踏まえ「ひきこもりホラーRPG」とも称されている。

## システム
本作のゲームプレイは、日本の伝統的なコンピュータRPGに影響を受けている。プレイヤーはオモリ（OMORI）、オーブリー（AUBREY）、ケル（KEL）、ヒロ（HERO）の4人のキャラクターで構成されるパーティーを操作し、それぞれのキャラクターには戦闘やエリアで使用できる独自のスキルを持っている。
エリアを探索するときは、見下ろし型の視点でゲームが進められる。エリアでは先頭を交代するリーダーチェンジ（TAG）が行え、キャラクター同士の会話やオブジェクトとの反応が変化する。サイドクエストやパズルを解くと、報酬やスキル（SKILLS）を獲得できることが特徴。パーティーに役立つ装備やアイテムは、ゲーム内の通貨であるアサリ（CLAMS）を使って購入するなどして、ゲーム内で手に入れることができる。戦闘以外では、オモリの姉であるマリ（MARI）のピクニックブランケットを訪れることで回復や、そこにあるピクニックバスケットからセーブすることができる。
バトルはターンベース制で、パーティーメンバーが画面の4隅に、敵は中央に配置されたUIとなっており、それぞれ行動を行う。攻撃後は溜めたやる気（ENERGY）を使い、パーティーメンバーが連携して「畳みかけ（FOLLOW-UP）」を行うことができる。キャラクターと敵にはヒットポイントとなるハート（HEART）があり、ダメージを受けると減少し、ゼロになるとキャラクターは倒されトースト（TOAST）になる。マジックポイントとなるジュース（JUICE）は、戦闘を助ける特殊能力であるスキルを発動するために使われる。

4つの感情

一般的なロールプレイングゲームとは異なり、ステータス効果は3種類の感情によって設定されている。戦闘中には、パーティーメンバーや敵の行動によって、パーティーメンバーおよび敵の感情が変化することがある。感情はふつう（NEUTRAL）、しょんぼり（SAD）、にこにこ（HAPPY）、いらいら（ANGRY）、びくびく（AFRAID）の5種類が存在する。感情は三すくみとなっており、しょんぼりはにこにこに、にこにこはいらいらに、いらいらはしょんぼりに強い。さらにそれぞれの感情には段階があり、感情をスタックする程その効果も強くなっていく。
| 感情               | 説明 | 感情の段階                                                | 出典   |
| ------------------ | --- | --------------------------------------------------------- | ------ |
| ふつう（NEUTRAL）  | 基本の状態で効果はない。通常はこの状態でバトルが始まる。 | なし                                                      | [ 31 ] |
| しょんぼり（SAD）  | 防御力が上がるが素早さが下がり、受けたダメージの一部はジュースが肩代わりする。 | しょんぼり → どんより（DEPRESSED）→ がっくり（MISERABLE） | [ 31 ] |
| にこにこ（HAPPY）  | 幸運と素早さが上がるが命中率が下がる。この感情の敵を倒した場合、良いアイテムやより多くのアサリを得ることができる。                                                                         | にこにこ → るんるん（ECSTATIC）→ さいこ～（MANIC）        | [ 31 ] |
| いらいら（ANGRY）  | 攻撃力が上がるが防御力が下がる。この感情の敵を倒した場合、より多くの経験値を得ることができる。                                                                                             | いらいら → むかむか（ENRAGED）→ ぷっつん（FURIOUS）       | [ 31 ] |
| びくびく（AFRAID） | 特定の状況下にのみ変化する感情。通常はパーティーメンバーや敵をこの感情に変化させることはできない。 使用できるスキルが制限され、攻撃後の畳み掛けも行えず、受けるダメージが1.5倍に増加する。 | びくびく → わなわな（STRESSED OUT）                       | [ 31 ] |

## ストーリー

### あらすじ
小さな白い部屋「ホワイトスペース」で引きこもっている主人公のオモリは自ら扉を開け、「オトナリルーム」で友人のオーブリー、ケル、ヒロと、カラフルな世界「ヘッドスペース」で姉のマリと友人のバジルと出会う。オモリたちはマリを残し、バジルの家に遊びに行くが、バジルは自分のアルバムから落ちた1枚の写真を見て恐怖し、黒い影に覆われる。そしてオモリは突然ホワイトスペースに戻され、そこに扉はなく、オモリはナイフで自分を刺し、現実世界のサニーの視点に切り替わる。サニーが再び眠り、ホワイトスペースで再び目覚めたオモリは、友人たちと再会するが、バジルは行方不明になっていた。バジルを見つけ出すことを決意したオモリたちはマリの助けを受けつつ、ヘッドスペースの住民「エネミー」との交流や、エリアごとに起きる問題に巻き込まれながら、ヘッドスペースの様々な場所を訪れる旅をする。
一方、サニーが目覚める現実世界では、マリと友人を含むサニーたち6人は楽しい日々を送っていたが、4年前にマリが自殺したことをきっかけに友人関係が乖離していた。そして引きこもりになったサニーは3日後に街から引っ越すことになり、ケルはその前に遊びに行こうと家のドアをノックする。ここでプレイヤーはケルを無視するか、ドアを開けるか、どちらかを選ぶことで異なるルートに突入する。ケルを無視する場合では、サニーは残りの3日間を外で過ごさず、家で雑用をこなすことになるが、夢の世界には新しい要素や探索エリアが追加される「ひきこもりルート」（「オモリルート」とも呼ばれる）に突入する。ドアを開けた場合では、普通の姿だが夢の世界を彷彿とさせる人々や小物が登場する、現実世界の住宅街「ハルバル町」を探索するノーマルルート（「サニールート」とも呼ばれる）に突入する。そして4年間で状況や心境が変化した友人たちと再会していき、サニーたちがマリの死に向き合うまでが描かれる。

### 真実
サニーが引きこもりになるきっかけとなるマリの自殺の真実はゲーム後半で明かされる。サニーは12歳の誕生日に皆の協力でバイオリンを買ってもらい、マリのピアノと一緒に弾けるようにと練習を始めたが、次第にそのプレッシャーと期待に耐えられなくなっていた。そして4年前のサニーとマリの発表会の夜、サニーはバイオリンを階段から落とし、マリに詰め寄られたことで2人は口論になり、その末にサニーは誤ってマリを階段から突き落としてしまう。その後のマリは死亡したのか反応はなく、発表会の準備のために早くから来ていたバジルは、この事件を目撃していた。バジルはサニーの身を案じ、サニーと共に裏庭の木にマリを吊るして自殺に偽装することに協力する。
このことがサニーとバジルには途方もないトラウマとして残り、髪の間からこちらを睨むマリの死んだ目を見たサニーは、片目の「なにか」という幻覚として現れるようになる。サニーは部屋に閉じこもり、自身を苦しめる罪悪感とトラウマから逃れる為、安全地帯かつ想像の空間であるホワイトスペースと、夢の中でサニーに代わる別人格となるオモリを作り出した。そしてトラウマを隠す過去の幸せな記憶を集めて具現化した夢の世界がヘッドスペースである。しかし時間が経つにつれ、サニーの罪悪感とトラウマは様々な形で夢の世界に沸き上がり、サニーを苦しめることになる。オモリは自己防衛としてサニーを苦しみから守るようになり、サニーの安全を確保する為、何度もヘッドスペースを完全に消し去り、作り直すということを繰り返した。
ひきこもりルートではそのトラウマから逃げ続けたサニーがどうなるかが描かれ、そしてノーマルルートのエンディングはサニーと同じトラウマを抱え罪悪感に苦しむバジルを、プレイヤーが助けるか放っておくか選択することで変化する。

### エンディング
ノーマルルートではサニーが引っ越す前の最後の日、サニーは友人たちを引き連れ、バジルの家で最後の夜を過ごすことになる。サニーは真実が明かされる夢を見、目覚めた時にプレイヤーはバジルの部屋に入りサニー自身のトラウマに向き合うか、部屋に入らず違う行動を取るか選択できる。
バジルの部屋に入った場合、サニーと精神的に不安定なバジルは互いに攻撃しあい、戦闘中にサニーはバジルから庭ばさみで右目を刺され、二人共気絶してしまう。意識を失っている間、サニーはマリたちとの思い出を思い出していき、そしてオモリとの最後の戦闘に突入する。しかしサニーはオモリに敗れ、プレイヤーには「コンティニューする？」と問うゲームオーバーの画面が表示される。
グッドエンディング
プレイヤーがコンティニューすることを選択した場合、サニーは立ち上がり、幸せだった記憶を思い浮かべながら発表会で予定されていたマリとのデュエットを演奏する。オモリは攻撃を止め、サニーを抱きしめるとその姿を消し、バジルと共に送られた病院で目を覚ましたサニーは、バジルの病室へ向かう。そして友人に囲まれる中、サニーは彼らにマリの死の真実を告白する。さらに、ヘッドスペースでバジルの庭にある枯れた植物に水をやり続けることで、クレジット後にシーンが追加されるシークレットエンディングに到達する。シーンではバジルが病室で目覚め、バジルとサニーは微笑み合い、二人からなにかが消える描写がなされている。
バッドエンディング
プレイヤーがコンティニューしないことを選択した場合、オモリがサニーを抱きしめるとサニーがその姿を消す。そしてホワイトスペースで目覚めたオモリは、オトナリルームを通り、病院のバルコニーで手すりの隙間から飛び降りる。
もう一つのエンディング
最終日に目覚めた後はバジルと会わずに家を出ることもでき、またサニーが再び眠った場合ではバジルが自殺していることが判明する。
そしてサニーは自身の家に帰り、その後はプレイヤーの選択によって異なる。そのまま寝た場合、サイレンが鳴り響き、サニーは後ろになにかがついて来るまま、母親の車に乗り引っ越しする。寝る前に台所でステーキナイフを拾った場合は、夢でオモリが自身を刺し、ホワイトスペースから目覚めた時にサニーもステーキナイフで自殺している。
ひきこもりルートの場合は、これらのエンディングにのみ到達可能となる。

## 登場人物
サニー（SUNNY）/ オモリ（OMORI）
物語の主人公。
物静かで真面目な16歳の少年。以前は内気ながらも優しい性格で友人の悩みをよく聞いていたが、マリの死をきっかけに、引きこもりになり4年間外に出なくなる。高い場所、クモ、溺れることに恐怖を抱いている。夢の世界「ヘッドスペース」を抜け出し、別人格である「オモリ（OMORI）」を通して夢の世界を探索し、その背後にある抑圧された真実と向き合うことになる。
夢の世界でのオモリは白黒の2色で描かれる。戦闘ではホワイトスペースで拾ったナイフを使い戦い、オモリが自身を刺すことによって、現実世界のサニーに意識が切り替わる。イメージの花はホワイトチューリップ。
オーブリー（AUBREY）
サニーの友人。
夢の世界では黒髪と大きなリボンが特徴で、いつもビスナさんのぬいぐるみを持ち歩いている12歳の少女として登場。明るく天真爛漫な性格だが負けん気が強く、ケルとはよく喧嘩をする。戦闘ではぬいぐるみ等で殴りつけて戦う。
現実世界では、彼女は白いスタジアムジャケット、黒いタンクトップ、青い短パンに身を包んだ16歳の少女となる。4年前のマリの死から誰も自分の側にいてくれなかったことで強い孤独を感じ、性格が苛立たしく暴力的となり、髪もピンクに染めて「ハルバル町のヤンキー」のリーダーになっている。バジルをいじめており、旧友に対しても最初はとても冷たく扱い、敵意に満ちていたが、それでも教会に通い、祈りを通して心の安らぎを得ようとしていた。イメージの花はグラジオラス。
ケル（KEL）
サニーの友人、ヒロの弟。
夢の世界では、タンクトップと短パン姿の運動好きな少年として登場。元気で陽気だが、少し失礼な性格の持ち主で思ったことをそのまま口に出してしまう一面もあり、オーブリーとよく喧嘩している。戦闘ではボール等を投げつけて戦う。
現実世界では、16歳の少年となる。楽し気な雰囲気を保ちつつも、より成熟して思いやりのある姿を見せ、困っている人々を助けようとし続けており、友達とはまだ連絡を取り合っている。しかし善意とは裏腹に、他人の複雑な気持ちを理解できないことがあり、ケル自身もそのことについては不安を感じている。特にマリが亡くなった後には「自分が愚かすぎたせいで友達を助けることができなかった」と悔やんでいる。イメージの花はサボテン。
ヒロ（HERO）
サニーの友人、ケルの兄。
夢の世界では、お菓子作りや掃除などの家事に情熱を注ぐ15歳の少年として登場。パジャマ姿で、性格や言動にも落ち着きがあることから、パーティのまとめ役になることが多い。料理が得意で、戦闘では調理器具を用いて戦うほか、料理を作る回復スキルも持っている。
現実世界では、19歳の大学生となる。気さくで温厚な人柄は変わらず、その魅力で町の人々から慕われている。誰に対しても冷静で理解力があり、困難に直面した時も慰めようとする。マリとは恋仲であったが、マリの死にかなりのショックを受け、1年ほど引きこもっていた。そしてケルとの口論を経て、徐々に状況を好転させていき、人生をやり直そうとするが、マリのことを考える度にとても感情的になっている。昔は料理人になることを考えていたが、マリの死後は両親の希望で医者になることを決意する。イメージの花はバラ。
バジル（BASIL）
サニーの友人。
夢の世界では、親切だが比較的内気で心配性な12歳の少年として登場。オーバーオールを着て、頭に花冠をのせている。とても感情的な性格で、友達との幸せな思い出を写真に撮るのが特技。ポラロイドカメラで撮影した写真をアルバムに大事にしまっている。人見知りで自己肯定感が低く、自分のことより他人のことを優先してしまう。
現実世界では、16歳の少年となる。より不安に敏感で繊細になり、性格はより閉鎖的になっている。またオーブリーのいじめの標的でもある。終盤ではマリ殺害の目撃者であることが明らかになり、マリの死を隠蔽した結果、罪悪感から幻覚である「なにか」が見えるようになってしまったと推測でき、プレイヤーの選択によってその結末が左右される。イメージの花はひまわり。
マリ（MARI）
サニーの姉。
夢の世界では、セーラー服に身を包んだ優しく穏やかな15歳の少女として登場。ヘッドスペースの各地でピクニックバスケットを用意し、セーブポイントや回復ポイントを与え、クエストの管理をしている。年長者のようで、ヒロと共にグループをまとめたり、仲裁する姿が見られる。
現実世界では既に死んでおり、彼女の存在と死の真相はゲームの最も重要な要素となっている。友人やヒロと接する時はいたずらっぽい一面もあるが、ピアノの練習に一生懸命だったり、受験のために塾で夜遅くまで勉強したり、弟のサニーの世話もきちんとなすなど、実はとても完璧主義者である。死後、サニーの精神世界に出てくる彼女も彼に寛容であり、サニーが自分自身を許すことを助けようとする。サニーが誤って自分を殺したことを知りながらも、サニーには悔いのないように人生を歩んでほしいと願っていた。イメージの花はすずらん。

## 開発と沿革
本作はアーティストのOMOCATがディレクターを務め、チームと共に、2014年から6年半以上の歳月をかけて開発された。ゲームエンジンにはRPGツクールMVが使用された。OMOCATはRPGツクールで開発されたゲームのファンだったが、人々は有効なオーサリングツールとは考えていない印象を抱いており、RPGツクールを普及させたいと考えたことが理由で、その為開発チームもできるだけ少人数にしている。
OMOCATにはゲーム制作の経験がなく、また当初は一年限りの小さなプロジェクトになる予定だったが、時が経つにつれ規模が大きくなり、完成には多くの人の手が必要となった。クリエイティブ・ディレクターとシナリオとイラストはOMOCATが、開発はゲームデベロッパーのARCHEIAが担当。2014年時点で開発チームはこの2人のみだったが、2人ではゲームで実現したいことが実現できないことが分かり、開発と並行しつつ開発チームの増員も行っていた。2019年時点ではアメリカ人、メキシコ人、イタリア人による8人がメイン開発チームとして制作が進められた。会話シーンの組み立てやクエストの構造など技術的なことはOCEANが、バトルシステムと戦闘バランスに加えお笑い担当はSLEEPYKUYAが、イラストやアニメーションはMINCEDが、マップのタイルセットやドットアニメなどはEMSが担当している。作業は多くのメンバーが開始当初からリモートで行った。

### 他作品からの影響
子供の頃、日本の様々なものが私たちに衝撃を与え、特別な意味を持つものになりました。この気持ちが本作を通して皆さんに伝わると嬉しいです。
—OMOCAT,2021年のGame*Sparkのインタビュー「サイコホラーRPG『OMORI』―ストーリーの描き方と多くのゲームが扱わない題材が特徴」より

本作はOMOCATたちが好んだ様々なものや、日本のアニメーションとポップカルチャーから多大な影響を受けている。ゲームは数多くある中でも『MOTHERシリーズ』から影響を受けており、またOMOCAT自身も『MOTHER2 ギーグの逆襲』の大ファンである。『MOTHERシリーズ』のトリビュートコミック『Pollyanna2』ではOMOCATが参加し、そこでOMOCATは「MOTHERで私は「愛」でゲームを作れるんだと知った。その衝撃を再現したくて、私は『OMORI』を作りました。」とコメントしている。他にも様々なJRPG、そして国産ゲームに影響を受けたとも明かしている。ゲーム以外にも『鋼の錬金術師』、『さよなら絶望先生』、『ひぐらしのなく頃に』と言ったアニメ、『20世紀少年』、『おやすみプンプン』、『よつばと！』と言った漫画、松本大洋の作品、ボカロPとその作品を例に挙げている。中でも、OMOCATが影響を受けたと語るボカロPのきくおは、「My Time」（詳細は後述）のアレンジバージョン『My Time OMORI ver. (Kikuo cover)』（ボーカル：初音ミク）を2022年11月11日に配信リリースし、「OMORIは、自分の生涯忘れられないゲーム体験になるでしょう。すばらしい作品に、そしてすばらしい楽曲に愛をこめて！」とコメントを残している。ゲーム内でも、各所で作品から様々な引用やインスピレーションを受けたとされる部分が登場している。ただし様々な影響を受けているとは言え、OMOCATは「ビジュアルと音楽は特徴的」、また他のゲームとの差別化として「多くのゲームが扱わない題材を採用している」と語っている。

### 2011年12月 - 2014年：原作
原作は、2011年12月からTumblrのブログに掲載されたウェブコミック『omori ひきこもり』。主人公のオモリも当初は本作のキャラクターではなく、OMOCATが「自分の人生が混乱してる時期に、自分の問題に対処するのを助けるため」に制作した、ブログに住んでいる「元気のない陰鬱なオタク」かつ「ひきこもり」のキャラクターとしてスタートした。そこから派生し、オモリが主人公の短編小説『OMORI'S STORY』や、実験的な絵本『OMORI'S SKETCHBOOK』が制作された。
その後は単独でグラフィックノベルとして物語の冒頭部分のみを制作していたが、OMOCATには常にゲームで表現したい想いがあった。また制作を進める内に「観客がもっとキャラクターと対話し、意思疎通できるようにしたかったし、（中略）自分がキャラクターになったつもりでストーリーを体験してほしい」という思いと、観客がストーリーの中で選択できるようにするため、メディアをコンピュータゲームに変更している。ジャンルをRPGに決めたのは、ノスタルジーと個人的な嗜好が大きな理由である。

### 2014年4月 - 6月：クラウドファンディングによる資金調達
2014年4月22日から同年6月6日までの45日間にクラウドファンディングサービスのKickstarterで、制作や製作期間の生活のために使われる資金の調達を実施した。目標金額の2万2000ドル（約225万円）は1日で達成。最終的に5910人のバッカーから目標の10倍である20万3300ドル（約2100万円）を集め、当初予定されていた各リワードの出荷時期は2015年5月であった。5万ドル（約510万円）でmacOSへの対応が決定し、途中で新たなストレッチゴールが追加され、その内の10万ドル（約1千万円）の突破で日本語ローカライズ、18万ドル（約1800万円）の突破でニンテンドー3DSへの移植が決定した。同年6月5日には、初となるゲームプレイ映像が公開された。特典には出資額ごとに、ゲームとサウンドトラックのダウンロード権、ピンバッジ、Tシャツ、トレーナー、サウンドトラック入りのカセットテープとCD、オリジナルポスターなどが含まれた。
トレーラーといくつかのスクリーンショットしか公開されていなかったが、海外だけでなく日本国内でも『ゆめにっき』や『Ib』、『MOTHER』を彷彿とさせる雰囲気や世界観、また紹介動画（トレーラー）に使われた楽曲「My Time (OMORI Ver.)」に日本語の歌詞が使用され、さらなる不気味感を演出しており、その楽曲が日本のインターネットレーベル・Maltine Recordsから作品をリリースしているイギリス在中のポップミュージックアーティストであるbo enのものだったこともあり、瞬く間に注目を集めた。このことで、日本からの支援が予想以上にあったとOMOCATが伝えており、日本国内のメディアに取り上げられたことも最大の驚きだったと語っている。また、『MOTHER』や『ゆめにっき』と比較されることも好意的に受け止めているという。ただし、ニンテンドー3DSへの移植は時間の経過と共に取り消され、別の機種に変更されている。

### 2016年4月 - 2020年12月：難航と発売延期
Kickstarter以降の開発は予想以上に難航することになった。OMOCATは6年半の間に開発環境の変化、予期せぬ事態に直面して数人の開発メンバーがチームを離れるといった多くの困難に直面し、開発終了時には8人の開発者と7人のゲームテスターがフルタイムで働いているという状況になった。開発中にはストーリーやエンディングの修正、戦闘システムの刷新やマップデザインの見直し、アニメーションの追加といった様々な要素の追加・改善が続けられ、度重なるアップデートやテストの実施も行われた。クラウドファンディングの資金が尽きた後は、商品販売の売り上げから資金を調達し開発を続けているが、ゲームの完成時に残っていた資金は1か月分であったという。
開発期間が長かったことから、ネット上ではゲームが発売されるのかどうか疑問視され、発売中止を疑う声も多かった。開発の間、OMOCATは「多くの人々を失望させ、裏切ってしまった」という痛みと罪の意識がずっと苛んでおり、また延期の発表をする度に多くの非難が届き、中には誹謗中傷もあった。だがそれを否定する代わりに、ゲームを作り続けることに集中しようと決めている。
2012年の段階でシナリオは完成していたが、2018年の段階では脚本、アート、戦闘データのメモ、2時間のデモしかなく、本編の制作は実質的に2019年に行われている。
2016年4月1日にKickstarterで新しいアップデートを公開。PC・mac版の英語版は2016年秋、日本語版と3DS版は2017年中に発売予定だが、「ゲームに応用する新しいアイデアが生まれることは多く、可能性を閉ざしてしまうと、完成度が低くなってしまう」という理由で具体的な日付は指定しないことを発表。加えて、RPGツクールMVのメモリやサウンドの遅延の問題で開発が大幅に遅れ、問題が解決がしない限り、新しいトレイラーを公開することはできないことが明かされた。12月1日に公開された情報では、敵のグラフィックを2Dピクセルアートから手書きのアニメーションに変更したと伝えられている。
2017年1月には、2014年6月から約2年7か月ぶりとなる新トレーラーを公開、告知は2016年12月1日にKickstarterのページや公式Twitterにて行われた。同時に、2015年時点ではRPGツクールVX Aceを使用して開発していたのを、RPGツクールMVにアップグレートし移行したのが発売遅延の原因であると説明した。この移行は、2016年にゲームをmacOSに対応させ、より多くのオペレーティングシステムとの互換性を確保するために行われた。延期に関し、開発チームは「以前の期限を守っていたら、『OMORI』はほとんどのコンピュータで全く動作せず、これらの問題を解決するためのアップデートも受けられない可能性が高かった」と述べている。しかしコアシステムの変更により、RPGツクールVX Aceで対応していたプラグインが対応せず、新しいバグへの対処やリソース管理、そしてこれを機にゲームプレイとグラフィックの微修正、ストーリー要素の作り直しが行われた。プラグインを修復する前にRPGツクールMVのキャッシュ管理機能の実装を待つことになり、2017年時点でもプログラミングの問題を早期に解決できない状況であったことを明かしている。
Kickstarterのバッカー限定となるデモは2018年4月に公開された。2019年9月11日には、2019年末にSteamでの発売、2020年春に日本語対応とコンソール（Nintendo Switch、PlayStation 4、Xbox One）での発売を発表し、英語と日本語のメッセージが入ったOMOCATからの告知動画も公開された。同日に開催された「PLAYISM New Game 2019 TGS 新作発表会」でも発表され、翌日の9月12日に開催された「東京ゲームショウ2019」ではPLAYISMブースでPVとグッズの展示のみで出展、デモも公開される予定だったが急遽キャンセルされた。また後に、パソコンでの発売日は2020年初頭に延期されている。
新型コロナウイルス感染症のパンデミックが始まると、2020年3月にはロサンゼルス都の封鎖による開発の遅延がアナウンスされ、それまでオフィスで作業していたメンバーもテレワークを始めなければならなかった。2020年6月19日には、コンテンツやアニメーションの追加が完了し、現在はバグフィックスやシーンの微調整といった最終工程に入っていると発表した。最後のバトルが完成したのは同年8月であり、ゲームシステムの実装は9月まで行われていなかった。2020年11月30日には発売日が同年12月25日に決定し、発表に伴い最新トレーラーが公開されている。トレーラーの音楽は、Pedro Silvaが作曲を、bansheebeat（Dylan Browne）が作詞を担当した。

### 2021年 -：発売後
他言語版の配信やコンソールでの発売については「発売」の項を、受賞歴については「受賞」の項を参照。
2022年のパッケージ版の発売と合わせ、本作の詳細な設定と100枚以上もの書き下ろしイラストを収録した、約350ページにおよぶ攻略本兼アートブックの予約販売が行われた。2022年7月2日に、グッドスマイルカンパニーが「Anime Expo 2022」にてバジルを「ねんどろいど バジル」として商品化することを発表。同年8月5日に、カリフォルニア州のギャラリーで展示会「THE ART OF OMORI」を開催。ギャラリーでは6月11日に発表したカレンダープロジェクトから、展示のオープニングプレゼンテーションでカレンダーに収録される12種類のイラストが明かされ、カレンダーの販売はギャラリーとOMOCATの公式販売サイトで行われた。同年9月15日から9月18日に開催される「東京ゲームショウ2022」ではFangamer Japanがブース出展し、『OMORI』のグッズ商品がブースで販売され、オンラインストアで先行販売された。11月10日に、Fangamer Japanが『OMORI』とコラボした最新グッズ7点を発売した。
2023年6月30日には、唐突にXbox One/Xbox Series X/S版が諸事情の問題によってXbox Game Pass収録とともにMicrosoft Storeから撤退した。そのため、OMORIのXbox版を2023年以降に購入することはほぼ不可能である。また、Xbox版OMORIはディスク版が発売されていない。

## 発売
2020年12月25日、Steamウィンターセール中やクリスマスという異例のスケジュールで、SteamにてMicrosoft WindowsとmacOS向けに発売された。発売はPLAYISMが担当。印象的なことがあって、自らパブリッシャーを申し出たとPLAYISMの水谷俊次が語っており、2020年時点で発表されているタイトルで「とくに個人的に楽しみにしている」とも語っている。

### 他言語版の配信
リリース時の対応言語は英語のみであったが、2021年12月16日にPLAYISMによる日本語ローカライズの配信が開始された。本来は2021年5月の配信を予定していたが、ボリュームが大きいためローカライズ作業にもう少しの時間が欲しいと「PLAYISM Game Show 10周年記念特別版」にて伝えている。PLAYISMの水谷俊二氏は「もう少し待ってほしい。最良の形のOMORIを目指す」と述べ、日本ユーザーへ向けたOMOCATからのビデオメッセージも公開した。同年12月1日からは本作の公式SNSに日本語のメッセージ付きの画像が投稿されており、日本語の追加が近いのではないかと反響を呼んでいた。
2022年3月18日には、簡体字ローカライズと朝鮮語ローカライズがSteamで配信された。

### コンソール・パッケージ版
2022年6月にNintendo Switch、Xbox One、Xbox Series X|S、PlayStation 4といったコンソール向けの発売、またMicrosoft WindowsにはMicrosoft Storeでの発売が行われた。移植はチームのMP2 Gamesが担当し、コンソール版には新コンテンツが含まれている。
Nintendo Switch（以下、Switchと表記）版の発売は2021年12月16日に配信された「Indie World 2021.12.16」で発表され、日本語版のトレーラーも公開された。同年5月5日には、コンソール向けのダウンロード版の発売日が6月17日に決定したことを発表。5月11日に配信された「Indie World 2022.5.11」では、Switchでのダウンロード版が同日に決定したことが発表されている。6月14日には、PlayStation 4とXbox Oneでの発売がSwitchと同じ6月17日であると発表し、「Console Trailer」を公開した。6月17日に、Switch向けとなるダウンロード版の配信を開始、追ってXbox Series X|S、Xbox One版も配信され、定額制サービス「Xbox Game Pass」にも同日より追加された。PlayStation 4版は延期され、1週間後の6月24日に北アメリカ地域のみで配信された。
2022年3月4日に、Nintendo SwitchとPlayStation 4向けのパッケージ版の予約販売が開始、パッケージ版はFangamerが手がけ、予約はOMOCATの公式販売サイトとFangamerで行われた。ゲームのボックスアートを見ることができる新トレーラーも公開。予約が行われたのは「Standard edition（通常版）」の米国版で、欧州や日本での発売も予定されていた。通常版には取扱説明書1冊とステッカー1枚が同梱する。予約販売されたパッケージ版は6月17日に出荷予定となっていたが、5月5日にクオリティを確保するため、ダウンロード版の発売から2週間遅れてのリリースになることを発表した。また、「Indie World 2022.5.11」ではパッケージ版は2022年内に発売予定であると発表された。
8月25日に、Fangamer Japanが各店舗・ECサイトにてパッケージ版（日本での通常版）の予約販売を開始、本パッケージ版はSwitch向けとして2022年11月24日に発売された。この通常版には各店舗別にはオリジナル特典が用意されている（下記の表を参照）。10月3日に、Meridiem Gamesが2023年3月31日にスペインにてパッケージ版（Switch向け）を発売することを発表、同時にスペイン語へのローカライズも決定した。
| 対象店舗                   | 特典                                                               |
| -------------------------- | ------------------------------------------------------------------ |
| Amazon.co.jp               | コットン巾着 （有償）ランチトートバッグ                            |
| ゲオ                       | クリアファイル                                                     |
| 楽天ブックス               | クリアファイル                                                     |
| ebten                      | （有償）ファミ通DXパック（マグカップ・Tシャツ・缶バッジ3種セット） |
| Akiba☆Sofmap               | （有償）57mm 丸型缶バッジ6個セット                                 |
| あみあみ                   | アクリルキーホルダー                                               |
| よろずやショップびっく宝島 | アクリルキーホルダー                                               |
| ワンダーグー               | 缶バッジ2個セット                                                  |
| ゲームショップ1983         | A4アートマット                                                     |

## 音楽・サウンドトラック
BGMの制作は音楽家であるCLOVER & SEALIFE（以前はSpace Boyfriend）のJami LynneとSlime GirlsのPedro Silva、bo enが担当しており、サウンドトラックには179曲が収録された。他にもbo enの楽曲「My Time」などを筆頭に、トビー・フォックス、Meishi Smile、Aivi & Surasshu、flashygoodness、Kupekのオリジナル楽曲を収録した全13曲のCDがゲーム中に登場し、同様にゲーム中に登場する「OMORI'S JUKEBOX」を通して視聴することができる。2021年3月13日には、サウンドトラックのCD版が発売された。
Jami Lynne、Pedro Silvaの2人はOMOCATの友人で、OMOCAT自らがプロジェクトへの参加を誘っている。「OMORI'S JUKEBOX」は開発の早い段階で思いつき、サウンドトラックに参加させるミュージシャンを探す中で「My Time」を聞き、ゲームとの繋がりを感じたことからbo enにも連絡を取っている。ただしPedro Silvaには虐待の前科があり、2020年に本人がこれを認め、このことが関係してかゲームの公式サイトには名前がクレジットされていない。
サウンドトラックはThe Young Folksの「100 Best Video Game Soundtracks Of All Time」で第67位に選ばれている。ゲスト寄稿者のソフィア・ジョンソンは、どんな雰囲気にも音楽とシーンをうまく結びつけているとその音楽性を賞賛し、「すべてがうまく調和し、結果的にリアルに感じられるものになっている」と述べている。
- トラックリスト

| #         | タイトル                                         | 作詞      | 作曲                    | 時間 |
| --------- | ------------------------------------------------ | --------- | ----------------------- | ---- |
| 1.        | 「Title」                                        |           | Pedro Silva             | 0:37 |
| 2.        | 「WHITE SPACE」                                  |           | Jami Lynne              | 0:41 |
| 3.        | 「Lost At A Sleepover」                          |           | Pedro Silva, Jami Lynne | 0:56 |
| 4.        | 「Spaces In-between」                            |           | Pedro Silva             | 0:58 |
| 5.        | 「By Your Side.」                                |           | Pedro Silva             | 1:36 |
| 6.        | 「Let's Get Together Now!」                      |           | Pedro Silva             | 1:38 |
| 7.        | 「100 Sunny」                                    |           | Pedro Silva             | 1:17 |
| 8.        | 「Trouble Brewing」                              |           | Pedro Silva             | 0:20 |
| 9.        | 「Push & Shove」                                 |           | Pedro Silva             | 0:39 |
| 10.       | 「So, How'd We Do?」                             |           | Jami Lynne              | 0:19 |
| 11.       | 「It's Okay To Try Again...」                    |           | Pedro Silva             | 0:09 |
| 12.       | 「Trees...」                                     |           | Pedro Silva             | 1:58 |
| 13.       | 「A Home For Flowers (Tulip)」                   |           | Pedro Silva             | 1:32 |
| 14.       | 「Acrophobia」                                   |           | Jami Lynne              | 2:22 |
| 15.       | 「Tussle Among Trees」                           |           | bo en                   | 1:10 |
| 16.       | 「A Place By A Lake」                            |           | Pedro Silva             | 1:35 |
| 17.       | 「Forest Chillin'」                              |           | Pedro Silva             | 1:22 |
| 18.       | 「Poems In The Fog」                             |           | Pedro Silva             | 1:49 |
| 19.       | 「Space Road 1979」                              |           | Pedro Silva             | 1:33 |
| 20.       | 「See In Your Fantasy」                          |           | Jami Lynne              | 1:13 |
| 21.       | 「Sugar Star Planetarium」                       |           | Pedro Silva             | 2:14 |
| 22.       | 「Lost, Then Found!」                            |           | Pedro Silva, Jami Lynne | 1:17 |
| 23.       | 「THE VENGEANCE OF THOSE FORGOTTEN IN DARKNESS」 |           | Jami Lynne              | 1:12 |
| 24.       | 「Recycling Is A Concept!」                      |           | Pedro Silva             | 0:15 |
| 25.       | 「Lovesick - 80,000 Lightyears」                 |           | Jami Lynne              | 1:15 |
| 26.       | 「I Will Catch Up!」                             |           | Jami Lynne              | 1:42 |
| 27.       | 「Three Bar Logos」                              |           | Jami Lynne              | 1:13 |
| 28.       | 「YO DJ PUMP THIS PARTY」                        |           | Jami Lynne              | 0:20 |
| 29.       | 「Good For Health, Bad for Imagination」         |           | Pedro Silva             | 1:29 |
| 30.       | 「Snow Forest - A Single Flower Blooms」         |           | Pedro Silva             | 2:21 |
| 31.       | 「White Surf Style 6」                           |           | Pedro Silva             | 1:32 |
| 32.       | 「Stardust Diving」                              |           | Jami Lynne              | 1:35 |
| 33.       | 「Oh My God.」                                   |           | Pedro Silva             | 0:26 |
| 34.       | 「A Rose By Any Other Name...」                  |           | Pedro Silva             | 0:45 |
| 35.       | 「Stardust Dusting」                             |           | Jami Lynne              | 0:38 |
| 36.       | 「CHAOS ASSEMBLY」                               |           | Pedro Silva             | 1:05 |
| 37.       | 「The Elegance of the Mysterious and Distant」   |           | Jami Lynne              | 0:36 |
| 38.       | 「Space Boyfriend's Tape - I Want Nothing More」 |           | Jami Lynne              | 0:29 |
| 39.       | 「Trouble - NEVER/ALWAYS」                       |           | Jami Lynne              | 1:25 |
| 40.       | 「You Were Wrong. Go Back.」                     |           | Jami Lynne              | 1:24 |
| 41.       | 「Such A Time We Had Together」                  |           | Jami Lynne              | 0:50 |
| 42.       | 「Photograph」                                   |           | Pedro Silva             | 0:53 |
| 43.       | 「Finding Shapes in the Clouds」                 |           | Jami Lynne              | 1:31 |
| 44.       | 「Where We Used To Play」                        |           | Pedro Silva             | 1:44 |
| 45.       | 「Bargain Bin Boys」                             |           | Pedro Silva             | 1:01 |
| 46.       | 「Woof」                                         |           | Pedro Silva             | 0:31 |
| 47.       | 「Realistic Space Simulation」                   |           | Pedro Silva             | 1:27 |
| 48.       | 「Jash Bash」                                    |           | Pedro Silva             | 0:21 |
| 49.       | 「Jash Bash 2: New Age of Heroes」               |           | Pedro Silva             | 0:12 |
| 50.       | 「Jash Bash 3: Jashpocalypse Infinity」          |           | Pedro Silva             | 0:28 |
| 51.       | 「Clash of Jash」                                |           | Pedro Silva             | 0:17 |
| 52.       | 「Take A Load Off」                              |           | Pedro Silva             | 1:27 |
| 53.       | 「I Prefer My Pizza 90% Grease」                 |           | Jami Lynne              | 0:44 |
| 54.       | 「Fresh...ish...」                               |           | Pedro Silva             | 1:41 |
| 55.       | 「High Fructose Headache」                       |           | Jami Lynne              | 1:07 |
| 56.       | 「I Think My Dad Shops Here」                    |           | Pedro Silva             | 1:35 |
| 57.       | 「Just Leave Me Alone」                          |           | Pedro Silva             | 0:41 |
| 58.       | 「Cram It Wad」                                  |           | Pedro Silva             | 0:22 |
| 59.       | 「Respite」                                      |           | Pedro Silva             | 1:14 |
| 60.       | 「It Means Everything.」                         |           | Pedro Silva             | 1:13 |
| 61.       | 「See You Tomorrow」                             |           | Pedro Silva             | 2:18 |
| 62.       | 「A Home For Flowers (Empty)」                   |           | Pedro Silva             | 1:16 |
| 63.       | 「Help Me」                                      |           | Pedro Silva             | 0:39 |
| 64.       | 「Arachnophobia」                                |           | Jami Lynne              | 2:31 |
| 65.       | 「Something, Alone」                             |           | Pedro Silva             | 0:36 |
| 66.       | 「Fade」                                         |           | Pedro Silva             | 0:42 |
| 67.       | 「The Heart of the Desert」                      |           | Jami Lynne              | 1:49 |
| 68.       | 「Puddles」                                      |           | Pedro Silva             | 1:54 |
| 69.       | 「PRANKED.」                                     |           | Pedro Silva             | 1:03 |
| 合計時間: | 合計時間:                                        | 合計時間: | 79:04                   |      |

| #         | タイトル                                    | 作詞      | 作曲                    | 時間 |
| --------- | ------------------------------------------- | --------- | ----------------------- | ---- |
| 70.       | 「An Archaeic Resonance」                   |           | Jami Lynne              | 0:58 |
| 71.       | 「X' Marks The Spot!」                      |           | Jami Lynne              | 0:55 |
| 72.       | 「Those Who Forget History」                |           | Jami Lynne              | 0:46 |
| 73.       | 「Tumbleweeds」                             |           | Pedro Silva             | 1:44 |
| 74.       | 「Pyrefly Forest - Cat's Cradle」           |           | Pedro Silva             | 4:27 |
| 75.       | 「Forest Frenzy」                           |           | Pedro Silva             | 2:09 |
| 76.       | 「Sweet Paralysis」                         |           | Pedro Silva             | 1:11 |
| 77.       | 「Sweetheart's Quest for Hearts」           |           | Pedro Silva             | 1:24 |
| 78.       | 「How...sad!」                              |           | Pedro Silva             | 1:10 |
| 79.       | 「How...tragic!」                           |           | Pedro Silva             | 1:04 |
| 80.       | 「Eternal Dungeon」                         |           | Pedro Silva             | 1:24 |
| 81.       | 「Splintered Sweets In The Castle」         |           | bo en                   | 1:24 |
| 82.       | 「Wandering Rose」                          |           | Pedro Silva             | 1:53 |
| 83.       | 「Stationary Rose」                         |           | Pedro Silva             | 1:37 |
| 84.       | 「Valour Against All Odds」                 |           | Pedro Silva             | 0:54 |
| 85.       | 「I Definitely Promised You A Rose Garden」 |           | Pedro Silva             | 1:57 |
| 86.       | 「World's End Valentine」                   |           | Pedro Silva             | 2:27 |
| 87.       | 「I Just Love The 50s!!!」                  |           | Pedro Silva             | 1:17 |
| 88.       | 「Lost Library」                            |           | Pedro Silva             | 1:15 |
| 89.       | 「Bookcase」                                |           | Pedro Silva             | 0:19 |
| 90.       | 「Thrifted Tchotchkes」                     |           | Jami Lynne              | 1:29 |
| 91.       | 「Swirly 1000x」                            |           | Pedro Silva             | 2:05 |
| 92.       | 「Dear Little Brother...」                  |           | Pedro Silva             | 1:13 |
| 93.       | 「Thalassophobia」                          |           | Jami Lynne              | 2:22 |
| 94.       | 「Water」                                   |           | Pedro Silva             | 0:19 |
| 95.       | 「Hanging With The Boys」                   |           | Pedro Silva             | 2:19 |
| 96.       | 「WHITE SPACE」                             |           | Pedro Silva, Jami Lynne | 1:01 |
| 97.       | 「Origin」                                  |           | Pedro Silva             | 0:48 |
| 98.       | 「Long Way Down...」                        |           | Pedro Silva             | 1:25 |
| 99.       | 「The Last Resort」                         |           | Pedro Silva             | 1:40 |
| 100.      | 「Not-So-Empty-House」                      |           | Pedro Silva             | 0:54 |
| 101.      | 「It's A Ghost Dance」                      |           | Pedro Silva             | 0:42 |
| 102.      | 「Room for 4」                              |           | Pedro Silva             | 1:35 |
| 103.      | 「Gator Gambol」                            |           | Pedro Silva             | 1:29 |
| 104.      | 「Clams Clams Clams」                       |           | Pedro Silva             | 1:08 |
| 105.      | 「Jawbreaker」                              |           | Pedro Silva             | 1:25 |
| 106.      | 「GOLDENVENGEANCE」                         |           | Jami Lynne              | 2:29 |
| 107.      | 「Underwater Highway」                      |           | Pedro Silva             | 1:34 |
| 108.      | 「Squall」                                  |           | Pedro Silva             | 1:23 |
| 109.      | 「Aquifer」                                 |           | Pedro Silva             | 3:45 |
| 110.      | 「Numbers」                                 |           | Pedro Silva             | 2:56 |
| 111.      | 「Sinking」                                 |           | Pedro Silva             | 3:25 |
| 112.      | 「H20:HCL」                                 |           | Pedro Silva             | 1:58 |
| 113.      | 「Chemistry On and On」                     |           | Pedro Silva             | 1:21 |
| 114.      | 「But I Wanna See It All With You!」        |           | Jami Lynne              | 0:57 |
| 115.      | 「Grimey」                                  |           | Pedro Silva             | 1:15 |
| 116.      | 「Underwater Prom Queens」                  |           | Pedro Silva             | 2:07 |
| 117.      | 「Whale Whale Whale」                       |           | Pedro Silva             | 1:13 |
| 118.      | 「Swallow Hollow」                          |           | Pedro Silva             | 0:56 |
| 119.      | 「Gross...」                                |           | Pedro Silva             | 0:25 |
| 120.      | 「That One Song But It's Some Mermaids」    |           | Pedro Silva             | 0:20 |
| 合計時間: | 合計時間:                                   | 合計時間: | 78:13                   |      |

| #         | タイトル                                    | 作詞      | 作曲                    | 時間 |
| --------- | ------------------------------------------- | --------- | ----------------------- | ---- |
| 121.      | 「Undertow」                                |           | Pedro Silva             | 3:22 |
| 122.      | 「WHITE SPACE」                             |           | Pedro Silva, Jami Lynne | 0:59 |
| 123.      | 「Fermentation Disorientation」             |           | Jami Lynne              | 1:18 |
| 124.      | 「Flouring With You」                       |           | Pedro Silva             | 1:17 |
| 125.      | 「BREADY STEADY GO」                        |           | Pedro Silva             | 2:05 |
| 126.      | 「Recycling Really Is A Concept」           |           | Pedro Silva             | 1:23 |
| 127.      | 「Remember To Be Patient」                  |           | Pedro Silva             | 1:39 |
| 128.      | 「Cold!」                                   |           | Pedro Silva             | 1:06 |
| 129.      | 「You Cannot Go Back」                      |           | Jami Lynne              | 2:43 |
| 130.      | 「Tee-hee Time」                            |           | Pedro Silva             | 1:44 |
| 131.      | 「Welcome Again.」                          |           | Pedro Silva             | 0:44 |
| 132.      | 「Fleur」                                   |           | Pedro Silva             | 1:07 |
| 133.      | 「Distance」                                |           | Pedro Silva             | 0:37 |
| 134.      | 「Drone」                                   |           | Pedro Silva             | 0:31 |
| 135.      | 「Calm」                                    |           | Pedro Silva             | 0:41 |
| 136.      | 「Glade」                                   |           | Pedro Silva             | 0:59 |
| 137.      | 「56-12-2」                                 |           | Pedro Silva             | 1:21 |
| 138.      | 「Bloom」                                   |           | Pedro Silva             | 0:57 |
| 139.      | 「August/Water」                            |           | Pedro Silva             | 1:43 |
| 140.      | 「5ths」                                    |           | Pedro Silva             | 1:31 |
| 141.      | 「Waiting For...」                          |           | Pedro Silva             | 0:40 |
| 142.      | 「Nawa」                                    |           | Pedro Silva             | 1:35 |
| 143.      | 「White Pillars」                           |           | Pedro Silva             | 3:02 |
| 144.      | 「Come and See」                            |           | Pedro Silva             | 2:22 |
| 145.      | 「Friends.」                                |           | Pedro Silva             | 0:58 |
| 146.      | 「Friendsssssss.」                          |           | Pedro Silva             | 0:14 |
| 147.      | 「Orchard」                                 |           | Pedro Silva             | 1:02 |
| 148.      | 「Temple」                                  |           | Pedro Silva             | 2:15 |
| 149.      | 「Look」                                    |           | Pedro Silva             | 0:47 |
| 150.      | 「Bad Morning」                             |           | Jami Lynne              | 0:37 |
| 151.      | 「Listening」                               |           | Pedro Silva             | 1:10 |
| 152.      | 「A Red Shape」                             |           | Pedro Silva             | 0:26 |
| 153.      | 「Do You Remember?」                        |           | Pedro Silva             | 0:36 |
| 154.      | 「Playing Forever」                         |           | Pedro Silva             | 1:43 |
| 155.      | 「Treehouse - Here We Are, Together Again」 |           | Pedro Silva             | 1:18 |
| 156.      | 「Save」                                    |           | Pedro Silva             | 0:41 |
| 157.      | 「Something」                               |           | Pedro Silva             | 1:30 |
| 158.      | 「A Home For Flowers (Daisy)」              |           | Pedro Silva             | 1:19 |
| 159.      | 「Remina」                                  |           | Pedro Silva             | 1:12 |
| 160.      | 「Normal.」                                 |           | Pedro Silva             | 0:35 |
| 161.      | 「Your Catastrophes」                       |           | Pedro Silva             | 0:45 |
| 162.      | 「Your Catastrophes - Procession」          |           | Pedro Silva             | 1:32 |
| 163.      | 「Crossroads」                              |           | Pedro Silva             | 2:09 |
| 164.      | 「The Violin」                              |           | Pedro Silva             | 0:21 |
| 165.      | 「A Home For Flowers (Sunflower)」          |           | Pedro Silva             | 1:24 |
| 166.      | 「You Must Carry On.」                      |           | Pedro Silva             | 1:44 |
| 167.      | 「Remembrance.」                            |           | Pedro Silva             | 0:27 |
| 168.      | 「OMORI」                                   |           | Pedro Silva             | 4:13 |
| 169.      | 「OMORI - ALTER」                           |           | Pedro Silva             | 1:26 |
| 170.      | 「Try Again Little Brother」                |           | Pedro Silva             | 0:17 |
| 171.      | 「Persevere」                               |           | Pedro Silva             | 0:27 |
| 172.      | 「DUET」                                    |           | Pedro Silva             | 2:12 |
| 173.      | 「Gone」                                    |           | Pedro Silva             | 0:27 |
| 174.      | 「Wake Up」                                 |           | Pedro Silva             | 0:36 |
| 175.      | 「Clean Slate」                             |           | Pedro Silva             | 0:59 |
| 176.      | 「The Truth」                               |           | Pedro Silva             | 0:11 |
| 177.      | 「Good Morning」                            |           | Jami Lynne              | 1:48 |
| 178.      | 「My Time」                                 |           | bo en                   | 3:33 |
| 179.      | 「Fin」                                     |           | Pedro Silva             | 0:21 |
| 合計時間: | 合計時間:                                   | 合計時間: | 76:41                   |      |

## 評価
『OMORI』は一般的に好評を博し、PC版はMetacriticの集計で100点満点中87点を獲得。Steamでは2022年6月時点で3万5000件以上のレビューが寄せられ、「圧倒的に好評」の評価を博している。PC Gamerのレビュアーであるレイチェル・ワッツは、その戦闘とゲームプレイの両方を賞賛し、「現代のカルトクラシックとなる素質を十分に備えている」と述べている。デストラクトイドのパトリック・ハンコックは、ゲームの最大の魅力は感情的なプロットとし、「『OMORI』のように、これほど心に響いたゲームは過去になかった」と述べた。IGN Japanの藤田祥平はゲームのコラムで、夢と現実、そして2つの世界を「トラウマを克服しようとする少年の苦闘」として終盤部に結びつけるプロットの構造、それを成り立たせるコンテンツを賞賛し、「こういう作り方はビデオゲームではほかに例を知らない」と述べている。
複数のメディアは、ゲームの不安やうつ病の描写を肯定的にレビューした。Rock, Paper, Shotgunのレビュアーであるカット・ベイリーは、自身の実体験と比較しながら評価しており、「『OMORI』は一歩間違えれば陳腐で無神経にさえなりかねないストーリーに、記憶に残る闇を吹き込んでいる」と賞賛している。ワッツは「大切なのはその最初の一歩を踏み出すこと、『OMORI』はこの感情を見事に表現している」と述べた。GameMecaの류효훈は、「苦痛に陥る過程を一人称視点で間接体験させてくれる」と述べている。またゲームがマルチエンディングである点も、The UrbanWireでは「ゲームの進行が直線的で、常に『ハッピーエンド』であれば、（メンタルヘルスの）問題を克服するのは簡単だと思われること」を問題とした上で、マルチエンディングをゲームの良点として評価し、류효훈は「マルチエンディングでトラウマを乗り越えることの難しさを描いている」と語っている。
レビュアーは『MOTHER2 ギーグの逆襲』、『UNDERTALE』、『ゆめにっき』、『サイレントヒル2』などのゲームと比較して、ゲームのシナリオと雰囲気を賞賛している。雑誌のWIREDに寄稿しているレビュアーのジュリー・フクナガは、物語の深さと心理的なテーマを賞賛し、「このメディアでこそ『OMORI』は成功する」と述べている。ハンコックはシリアスで不快なテーマとバカバカしさの「並置」を賞賛し、ゲームのユーモアも響き、「毎週のように思い返すジョークもあった」と述べている。本作は『DELTARUNE』にも似ているとされ、冒険のスタイルやテーマ、2つの世界が舞台という点が例に挙げられており、Game Rantでは「DELTARUNE Chapter3を待つ間にプレイするのに最適なゲーム」として紹介された。
ゲームの戦闘に対して、ベイリーはゲームの「よくできた」戦闘と「難しい」ボス戦を賞賛し、それらがダンジョンの一部を分割するのに役立ったと述べている。ワッツはレビューで、ゲームのアビリティがパーティーのまとまりを感じさせると賞賛している。Kotakuのライターであるルビー・イネスは、感情のシステムを「ストーリーの感情やメンタルヘルスに焦点を当てた性質がよく表れている」と評し、プレイアブルキャラクターの戦闘での協力を「本作において友情がいかに重要であるかを反映している」とも述べている。
また、アートディレクションも好評を博した。ワッツは「なにか」のアートディレクションを高く評価し、ごちゃごちゃした絵のスタイルが「恐怖を増幅させている」と述べている。ベイリーは基本的にシンプルな攻撃も「驚くほどよくできたアニメーションになる」と評価し、アニメ風のカットインは「印象的な場面を演出するのに役立っている」と称賛した。ハンコックはレビューでゲームの戦闘を批判していたが、キャラクターやモンスターの絵を体験するために戦闘を楽しみにしていた部分があると述べ、「驚異的としか言いようがない」と評価している。

### 批判
ハンコックは多くのゲームプレイ要素を批判し、「ストーリー性よりもゲームプレイを重視する人は、全体的に退屈で欲求不満のたまる経験になる」とも評価している。戦闘面では、「有効な戦略を見つけ、基本的にそれを延々と繰り返すだけだった」と戦略性の深みのなさを批判し、感情の三角関係による大きなダメージも「必要性は低い」と主張している。またゲームプレイの要素も単純で、ストーリーやキャラクターと上手くかみ合わないことを不満に思っている。ワッツはゲームの一部が暗すぎるという批判をしており、またクライマックスで行われるある決断が「ゲームの主要なストーリーの一部を台無しにしている」とも批判した。

### 売上
2022年12月31日、OMOCATは本作の販売本数が100万本を突破したことを発表した。日本国内では、Nintendo Switch向けのパッケージ版が販売初週に2千903本の売上を記録し、ゲームソフト販売本数ランキングで第19位を獲得した。

### 受賞
本作は電撃インディーで実施された投票企画「電撃インディー大賞2022」で2位にランクインした。大賞の4部門では、キャラクター賞でバジルが5位に、シナリオ・ユニーク・音楽賞ではいずれも2位にランクインしている。
| 年     | 賞                                                | 部門                       | 結果       | 出典            |
| ------ | ------------------------------------------------- | -------------------------- | ---------- | --------------- |
| 2021年 | 第23回 インディペンデント・ゲーム・フェスティバル | Seumas McNally Grand Prize | 佳作       | [ 119 ]         |
| 2021年 | 第23回 インディペンデント・ゲーム・フェスティバル | Excellence in Visual Art   | 佳作       | [ 119 ]         |
| 2021年 | The Dreamies                                      | Daringly Dramatic          | 受賞       | [ 120 ] [ 121 ] |
| 2021年 | The Dreamies                                      | Hellish Horror             | ノミネート | [ 120 ] [ 121 ] |
| 2021年 | The Dreamies                                      | Compelling Character       | ノミネート | [ 120 ] [ 121 ] |
| 2022年 | INDIE Live Expo Awards 2022                       | テーマ・オブ・ザ・イヤー賞 | 受賞       | [ 122 ]         |

## 漫画
コミカライズが『月刊アフタヌーン』（講談社）にて、2024年8月号から連載されている。漫画は此糸縫が担当。